# Berenjena frita

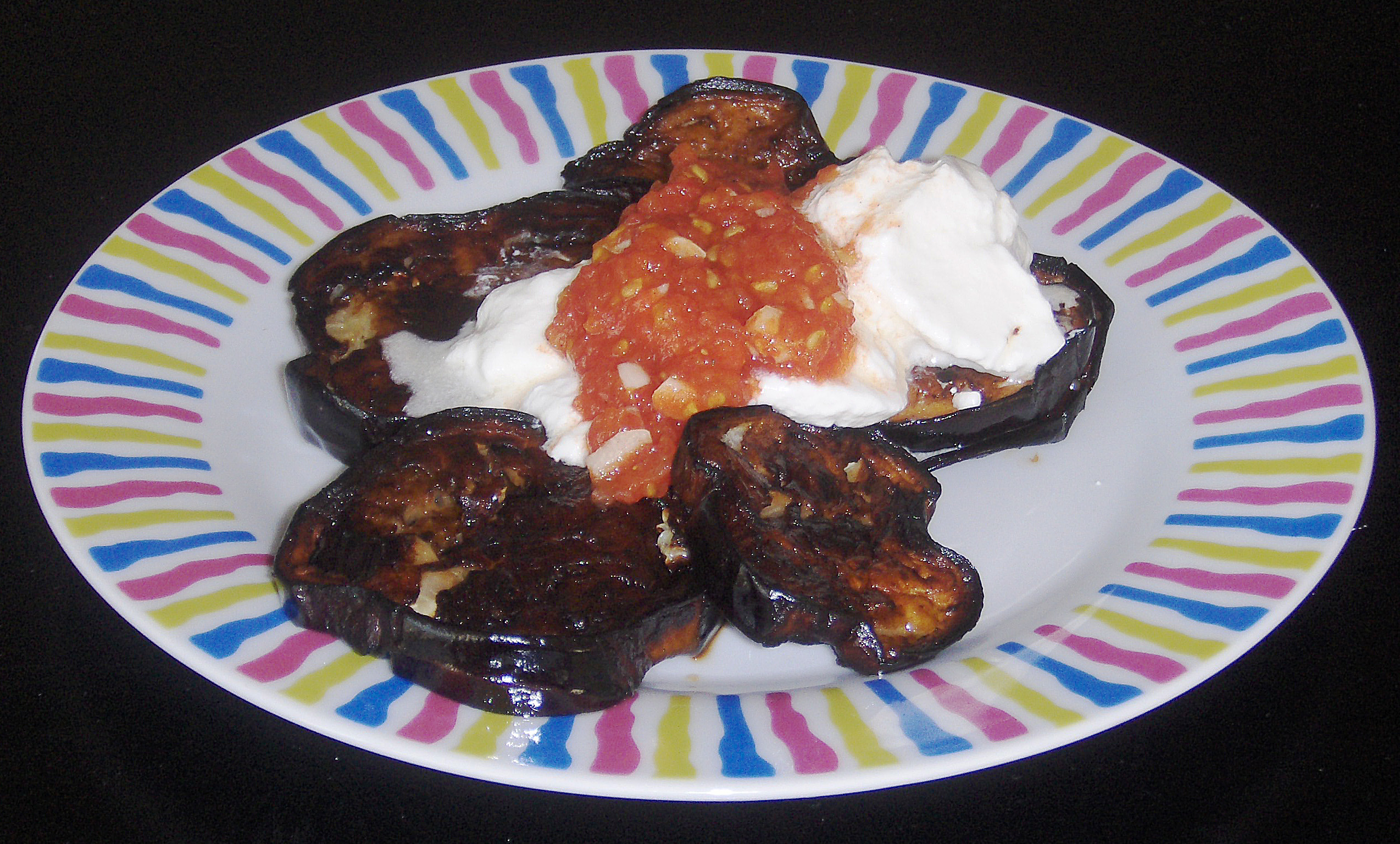
Berenjena frita con yogur y tomate rallado.

La berenjena frita denominada también Bathenjan Makli en árabe es un plato muy típico de las cocinas del Oriente Medio en el que el principal ingrediente es la berenjena. En España este plato se suele tomar como una tapa (en los países del mediterráneo oriental se toma como meze) o -especialmente en Cataluña- como acompañamiento a la carne. En Andalucía se suele acompañar con miel de caña y en la Provincia de Córdoba también con salmorejo

## Características

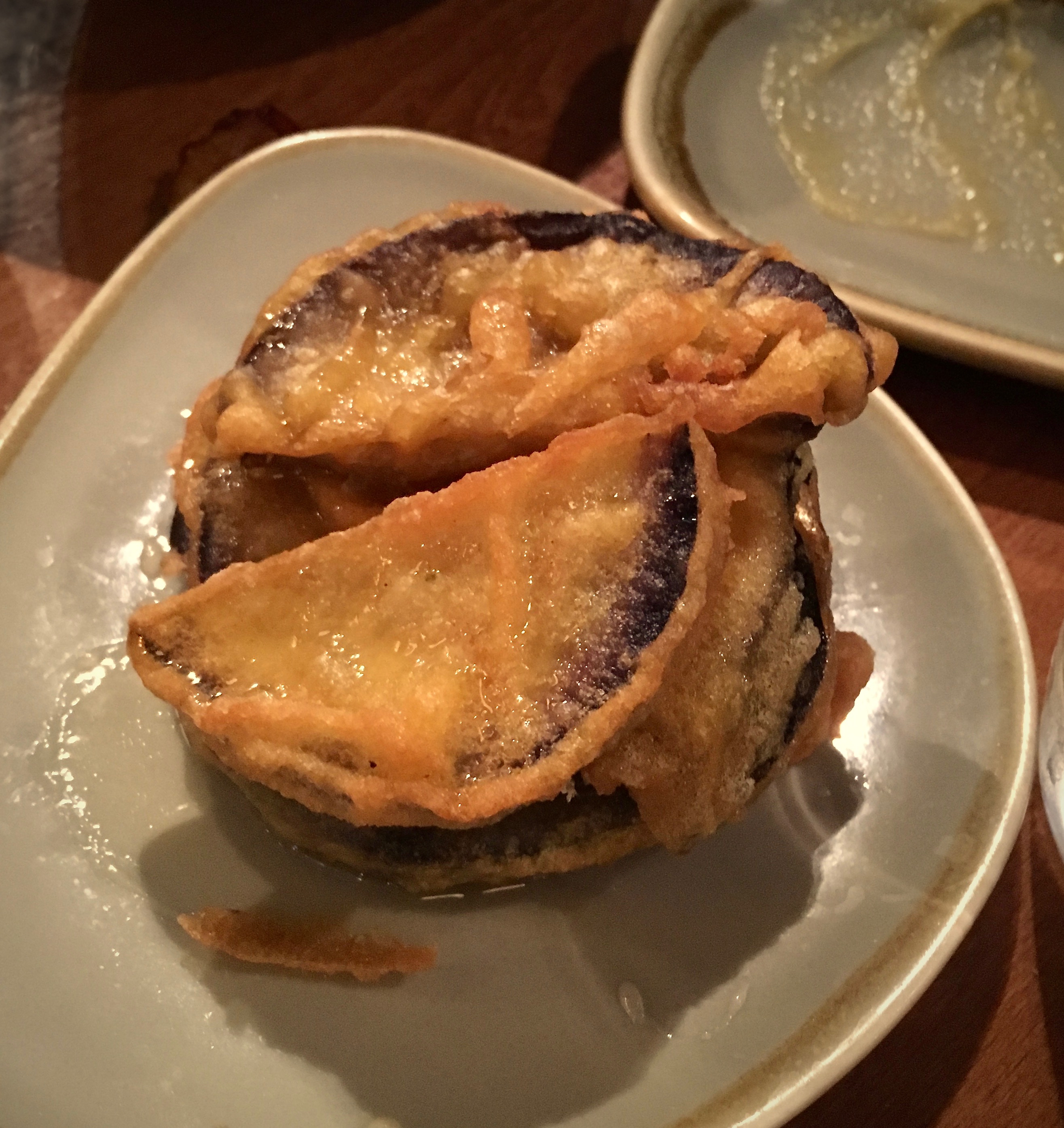
Berenjenas con Miel

Se suele elaborar con salsa de tahini, lechuga, perejil y tomates, a veces se decora con un poco de sumac y se sirve sobre un pan pita o sobre una rodaja de pan, previamente asado o al grill. Existen variantes que incluyen pimiento, o un ajo picado en una vinagreta de zumo de limón. Las berenjenas fritas por regla general se hacen rodajas y se dejan reposar en agua con sal durante una hora posteriormente se secan y se fríen en aceite de oliva o vegetal.